# Museo del Prototipo
El museo Prototipo - Personas. Fuerza. Coches. (en alemán: Prototyp – Personen. Kraft. Wagen.), conocido como Museo de vehículos del Prototipo (Automuseum PROTOTYP), es un museo automovilístico de la ciudad de Hamburgo, al norte de Alemania. Se trata de una colección privada enfocada en los coches deportivos y de carreras, en su estructura y en sus conductores y pilotos. El museo se centra en vehículos alemanes, historia automovilística alemana y personas de esta nacionalidad.
El museo, inaugurado el 12 de abril de 2008, se encuentra en la HafenCity, en la antigua fábrica de la Harburger Gummi-Kamm-Compagnie, construida entre 1902 y 1906. Está cerca del Museo Marítimo Internacional de Hamburgo.

## Descripción

### Concepto
El Museo del Prototipo es el fruto de años de esfuerzo de dos aficionados al automovilismo de Hamburgo, Thomas König y Oliver Schmidt, quienes se habían dedicado al estudio, investigación y coleccionismo de este tipo de vehículos, con el fin de reunir una colección y desarrollar un espacio museístico que contara la historia de estos coches históricos y de los personajes que han hecho destacar los deportes de motor en el país germano.
Más allá de su objetivo museístico, el museo se ha convertido en punto de encuentro de entusiastas del automovilismo en todas sus ramas (conducción, ingeniería, diseño, etc.), y hasta un sitio para concretar acuerdos y negocios relacionados con esta temática.

### Exposición
Los vehículos se disponen en un espacio diáfano, siendo repartidos en tres plantas, con una superficie total de 2500 m². La idea es mostrar al visitante la fascinación por el mundo del automóvil de manera integral, que combine los tres elementos que comprenden su lema (actualmente estilizado en inglés con fines turísticos): People – las personas que comparten la pasión automovilística; Power – fuerza, elemento clave en los vehículos deportivos; y Cars – los coches con sus historias y particularidades.
La colección se desarrolla en torno a unos 50 automóviles, motores y modelos de coches deportivos y de carreras de fabricantes alemanas como Porsche, Volkswagen y Borgward, en su mayoría de los años 1940, 1950 y 1960, así como exhibiciones modernas, como el famoso prototipo de Le Mans de Audi de 1999 o los primeros coches de carreras de la Fórmula 1 de Michael Schumacher y Sebastian Vettel. Se dan a conocer una gran cantidad de características específicas y piezas singulares, como el Porsche 64 diseñado para la carrera entre Berlín y Roma de 1939, un Porsche 356 de 1950, el vehículo de la Fórmula 1 de Otto Mathé equipado con un motor bóxer de la serie Spyder de Porsche, o el coche de Petermax Müller que batió el récord mundial de velocidad en carretera abierta con un motor de 78 caballos diseñado originalmente para el Kübelwagen (versión militar del escarabajo de Volkswagen) y adaptado especialmente para su función deportiva.
Desde 2015, numerosas colecciones han sido prestadas al Museo del Prototipo por el entonces museo automovilístico a nombre de Wolfgang von Trips, en la Villa de Hemmersbach, incluido su taller plenamente equipado y el vehículo de la Trips-Colotti-Auto-Union conducido por Gerhard Mitter en la competición de Formula Júnior, como también uno de sus vehículos kart de las finales de los campeonatos karting en la segunda mitad de la década de 1950 en Estados Unidos (siendo de los primeros campeones mundiales de este deporte).
Pequeñas exhibiciones en vitrinas junto a pantallas y paneles de texto informativos ofrecen información sobre la vida cotidiana y las historias particulares de los pilotos y diseñadores de los vehículos de carreras. El museo incluye un modelo de túnel de viento moderno, un sistema de audio que reproduce los sonidos individuales de los motores, un cine y una biblioteca que incluye álbumes de fotos digitalizados, un taller de vidrio y un simulador de conducción de un Porsche 356.
Más allá de la colección permanente, se ofrecen exposiciones especiales y temporales, y una galería de fotos que se actualiza continuamente.

## Galería

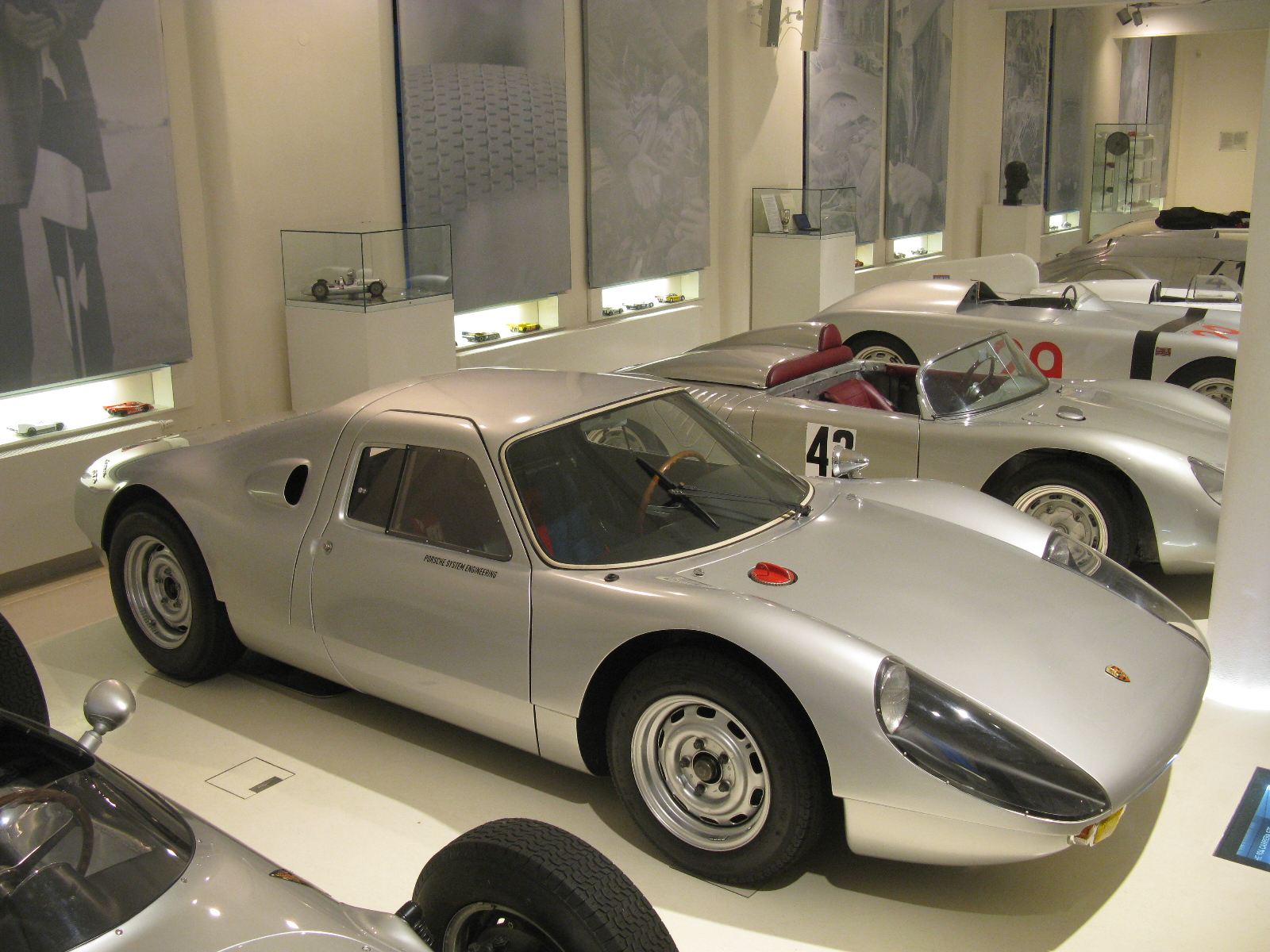
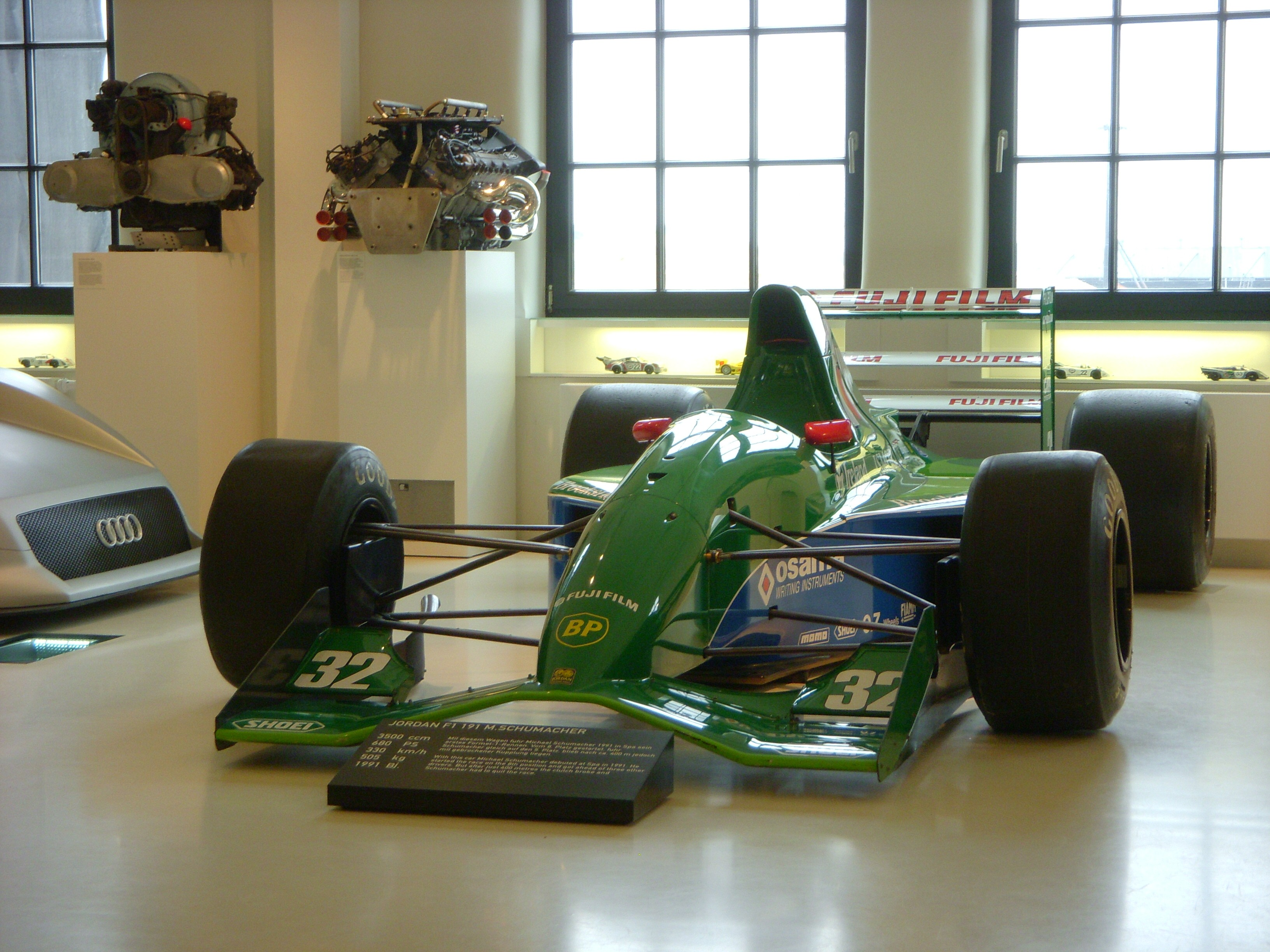
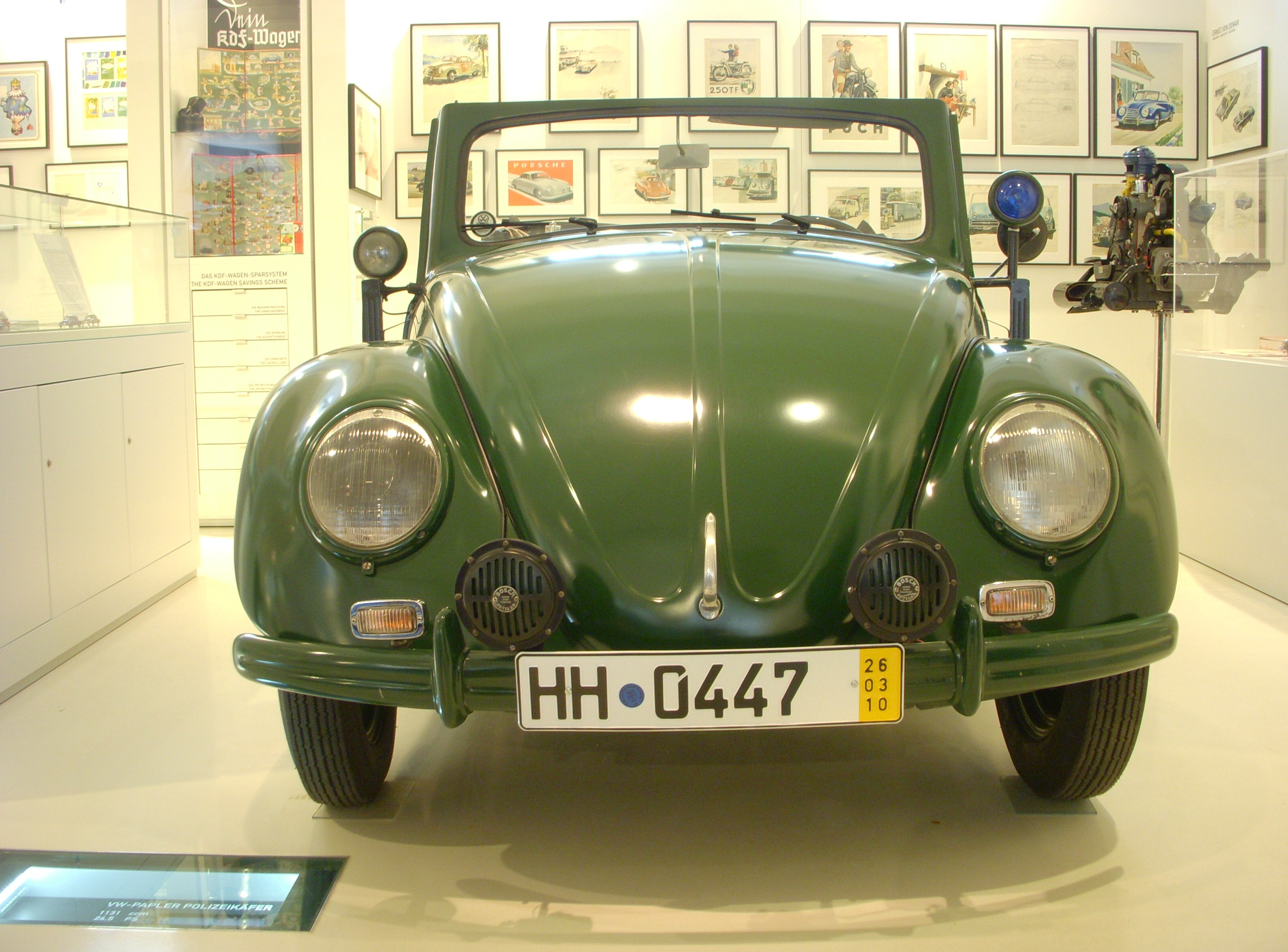
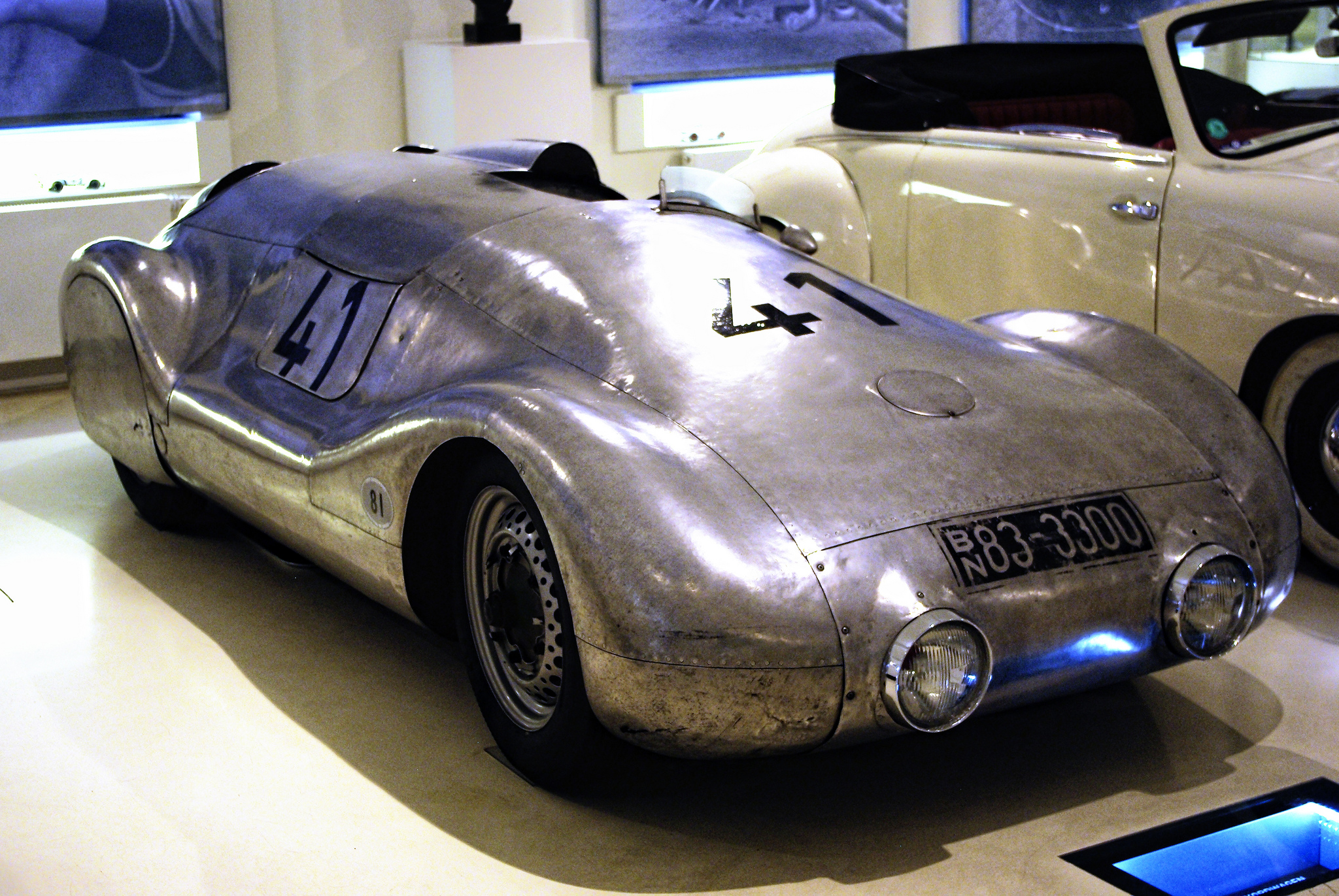
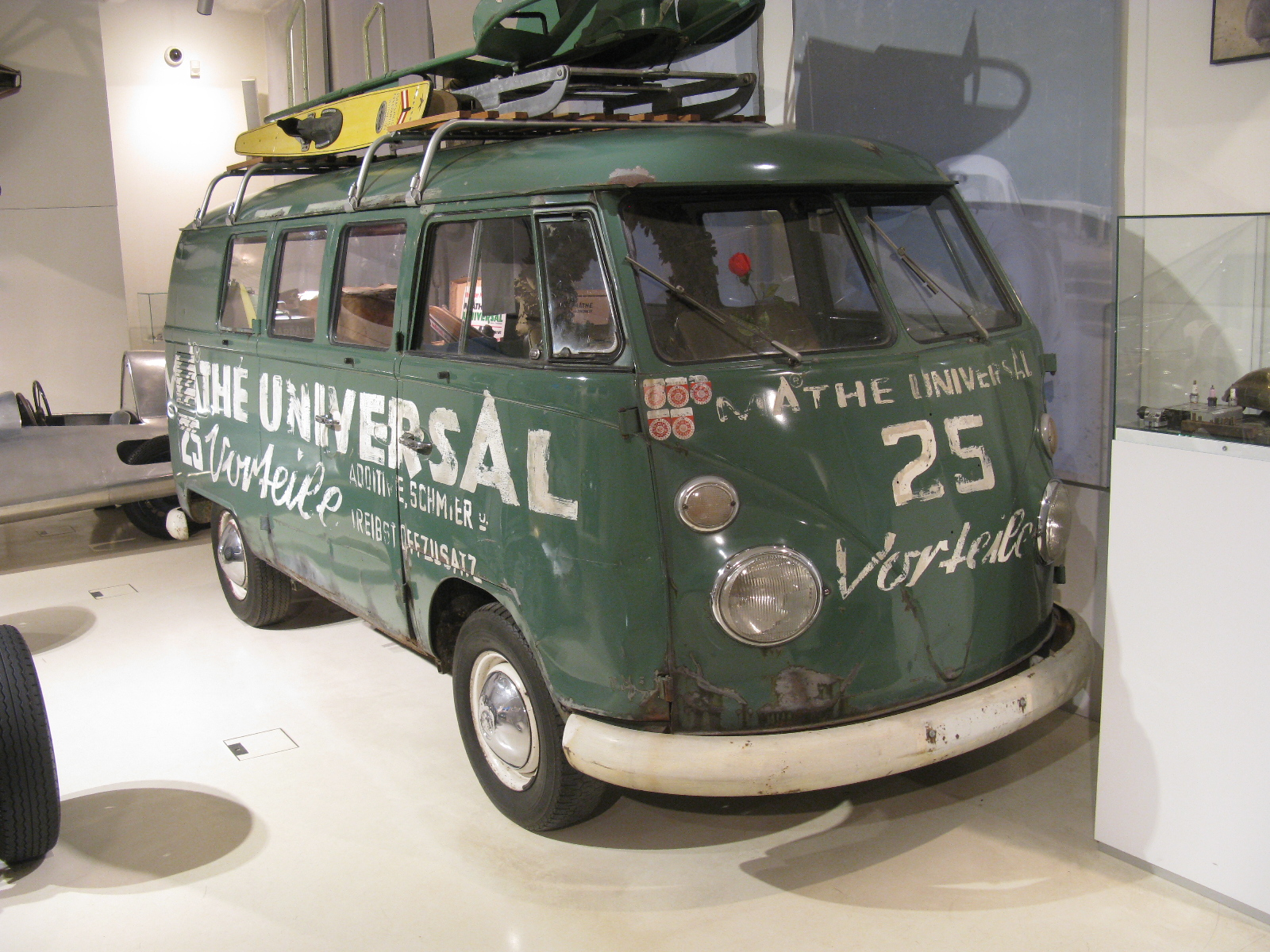
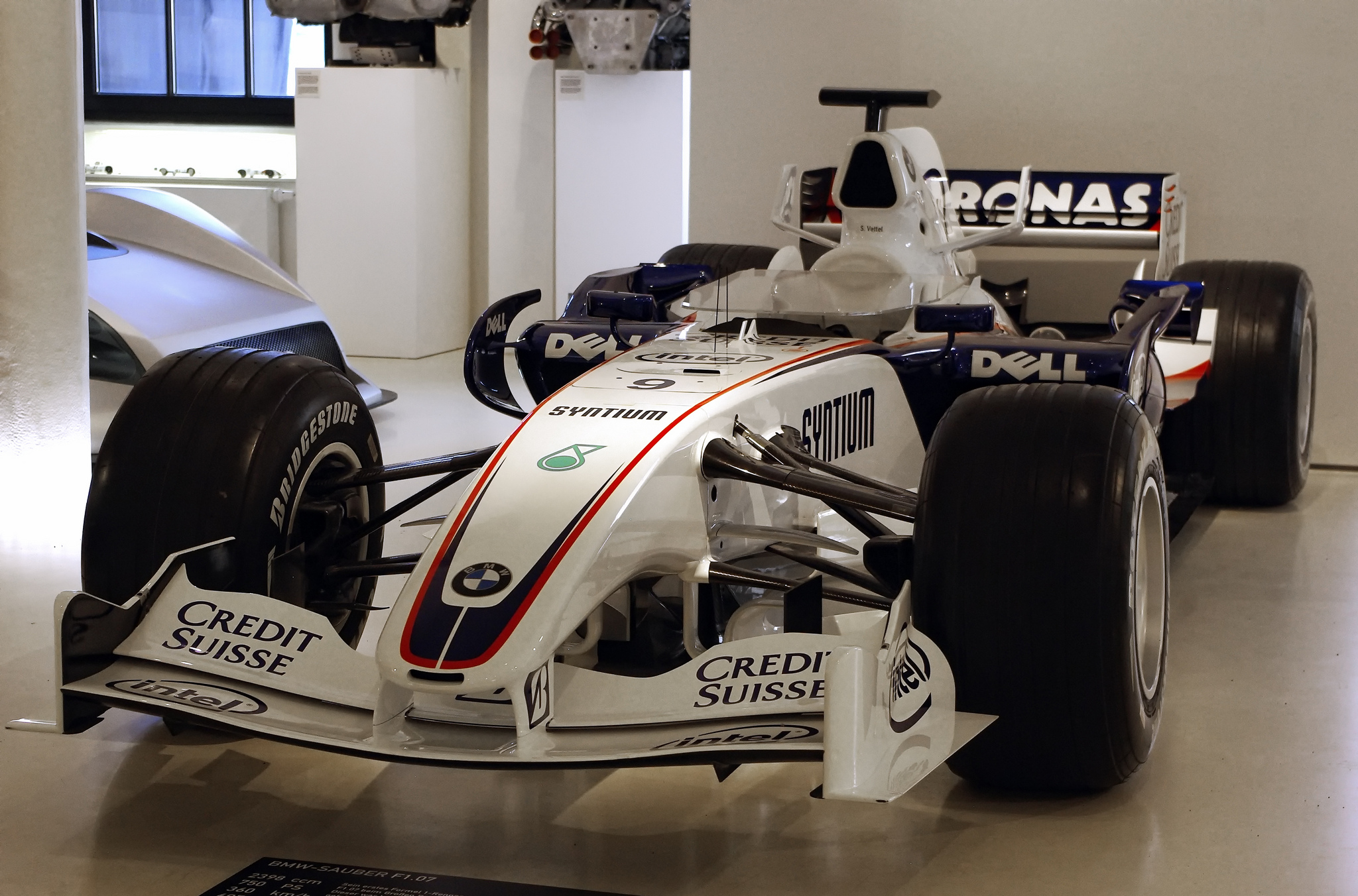
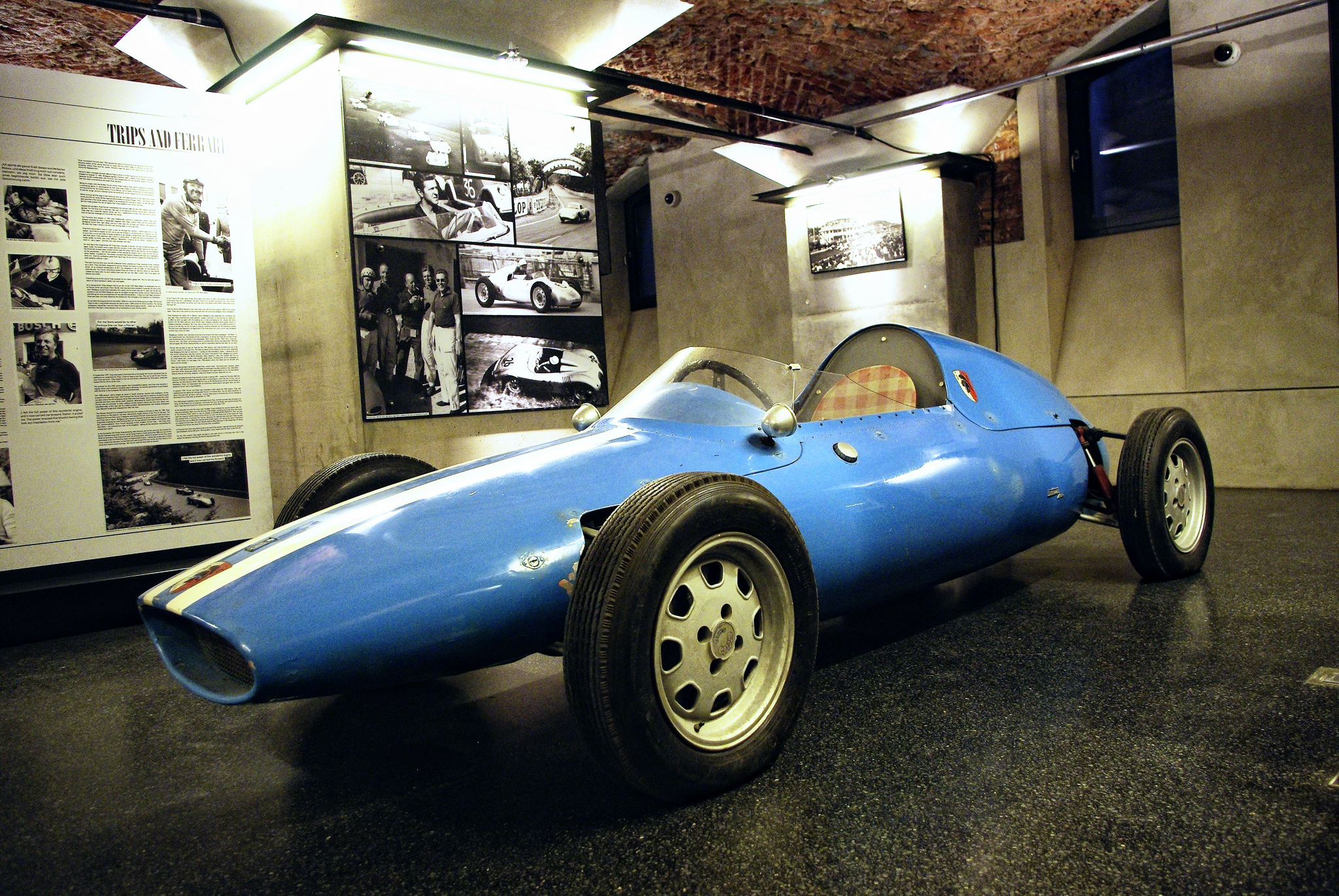
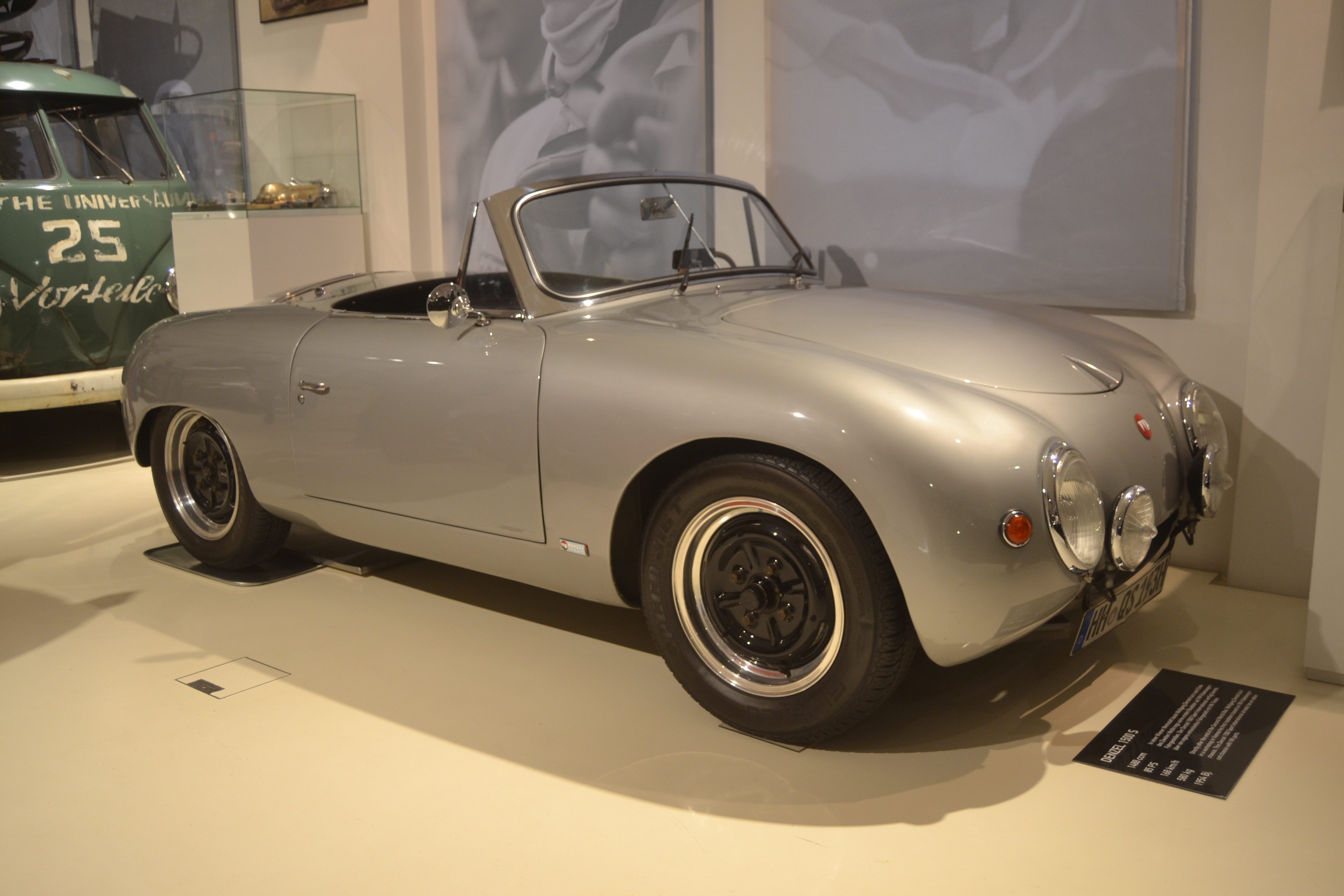
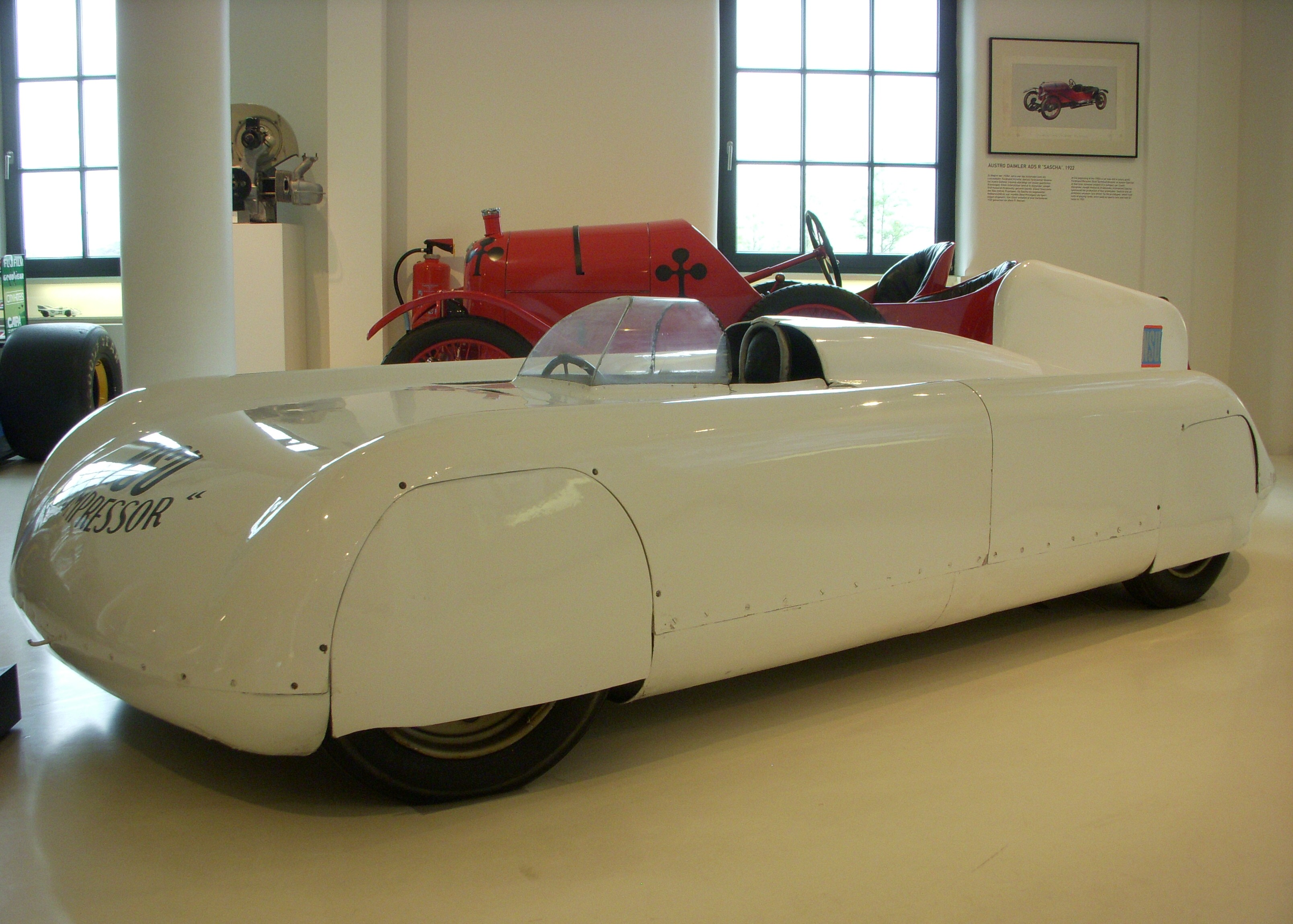
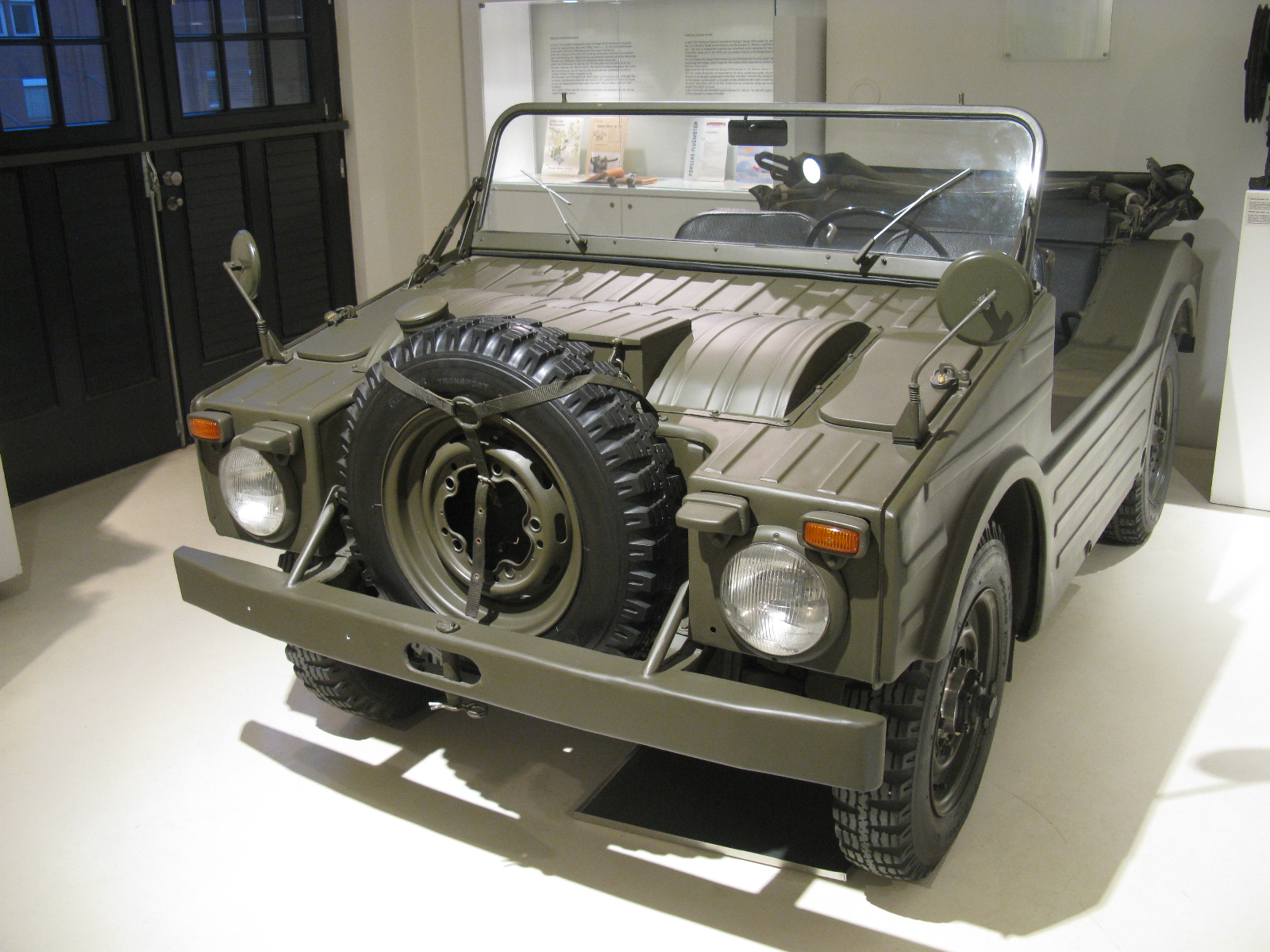
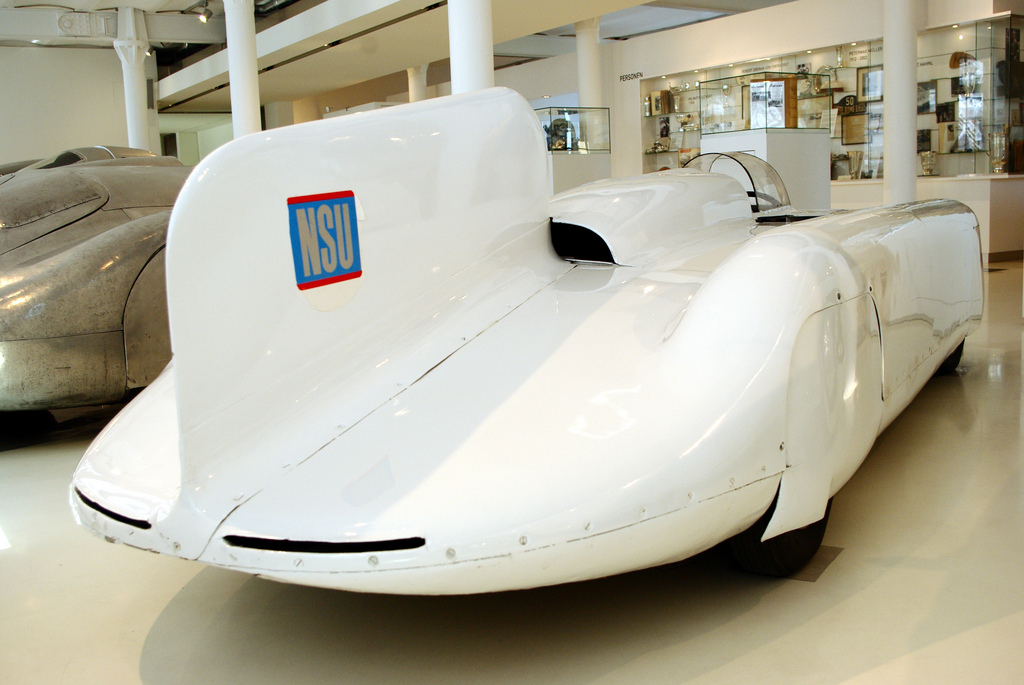
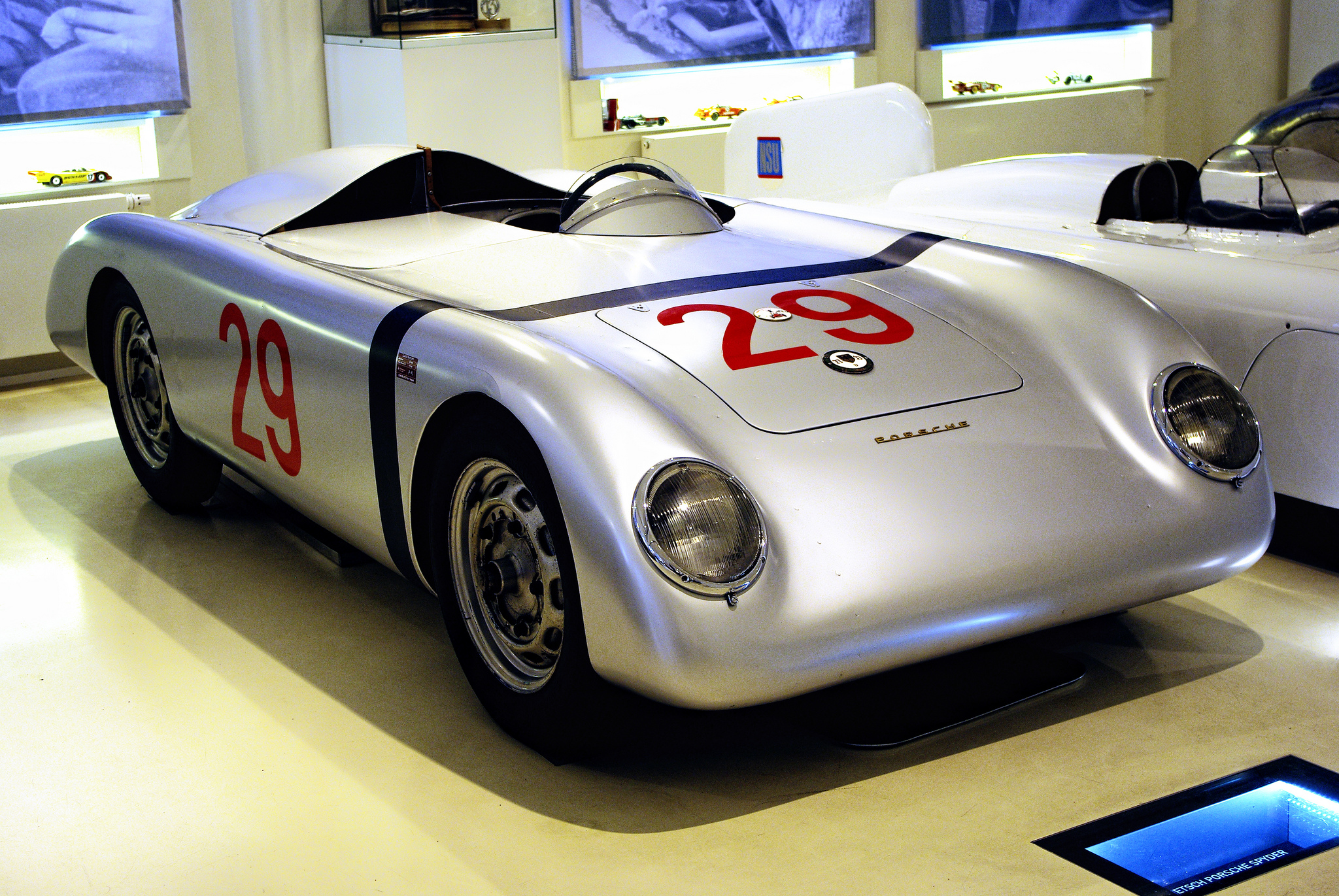
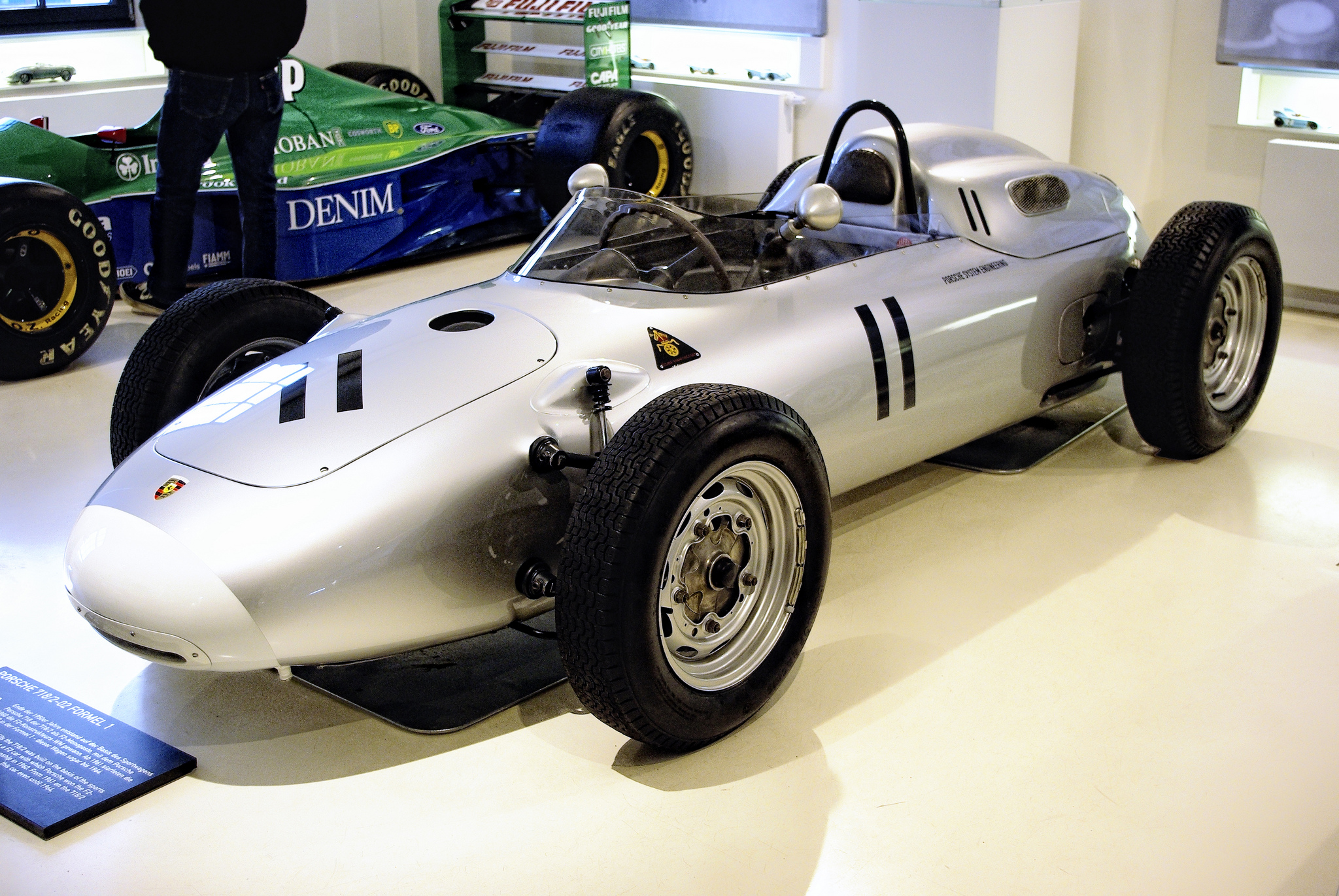
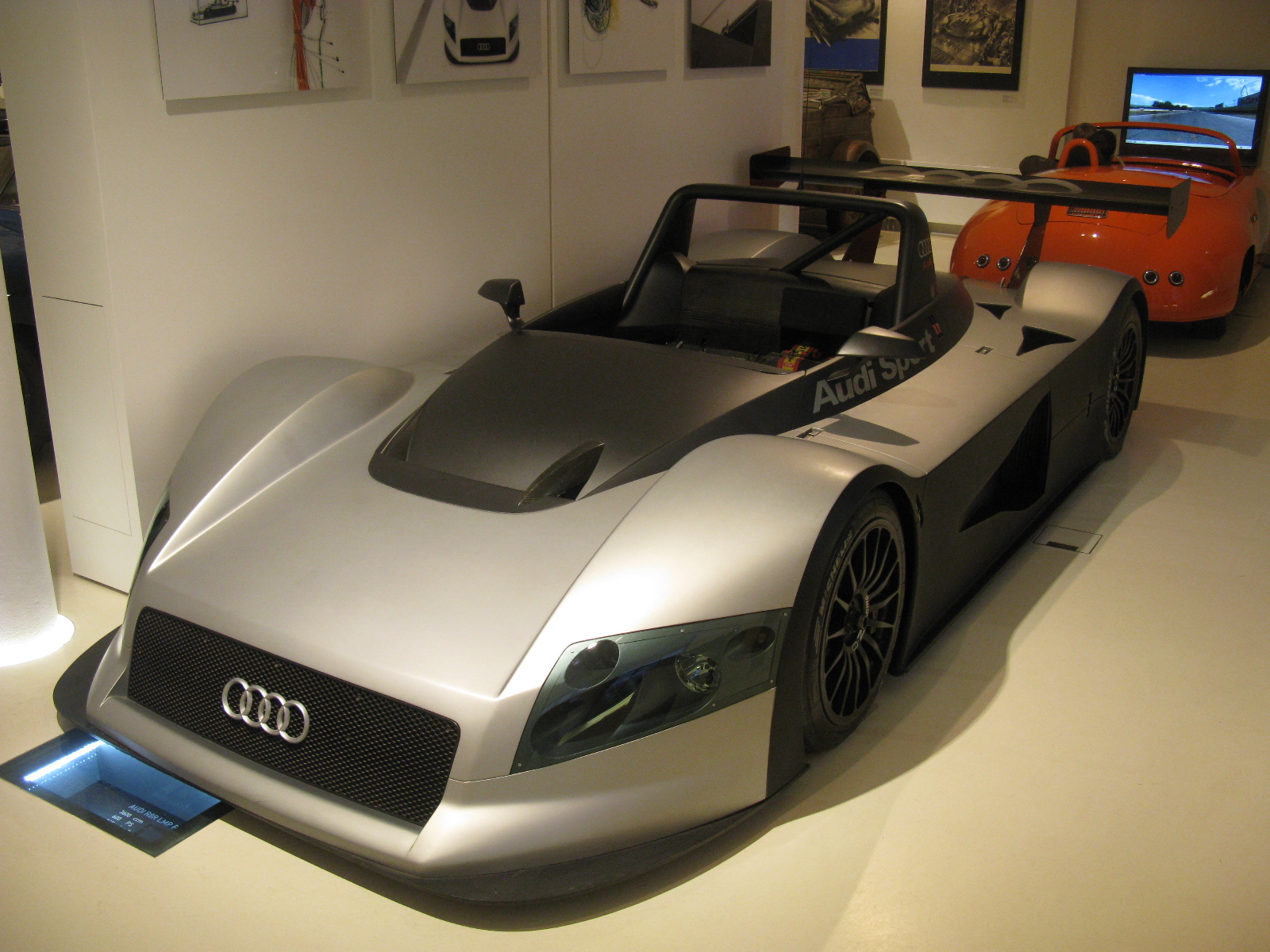
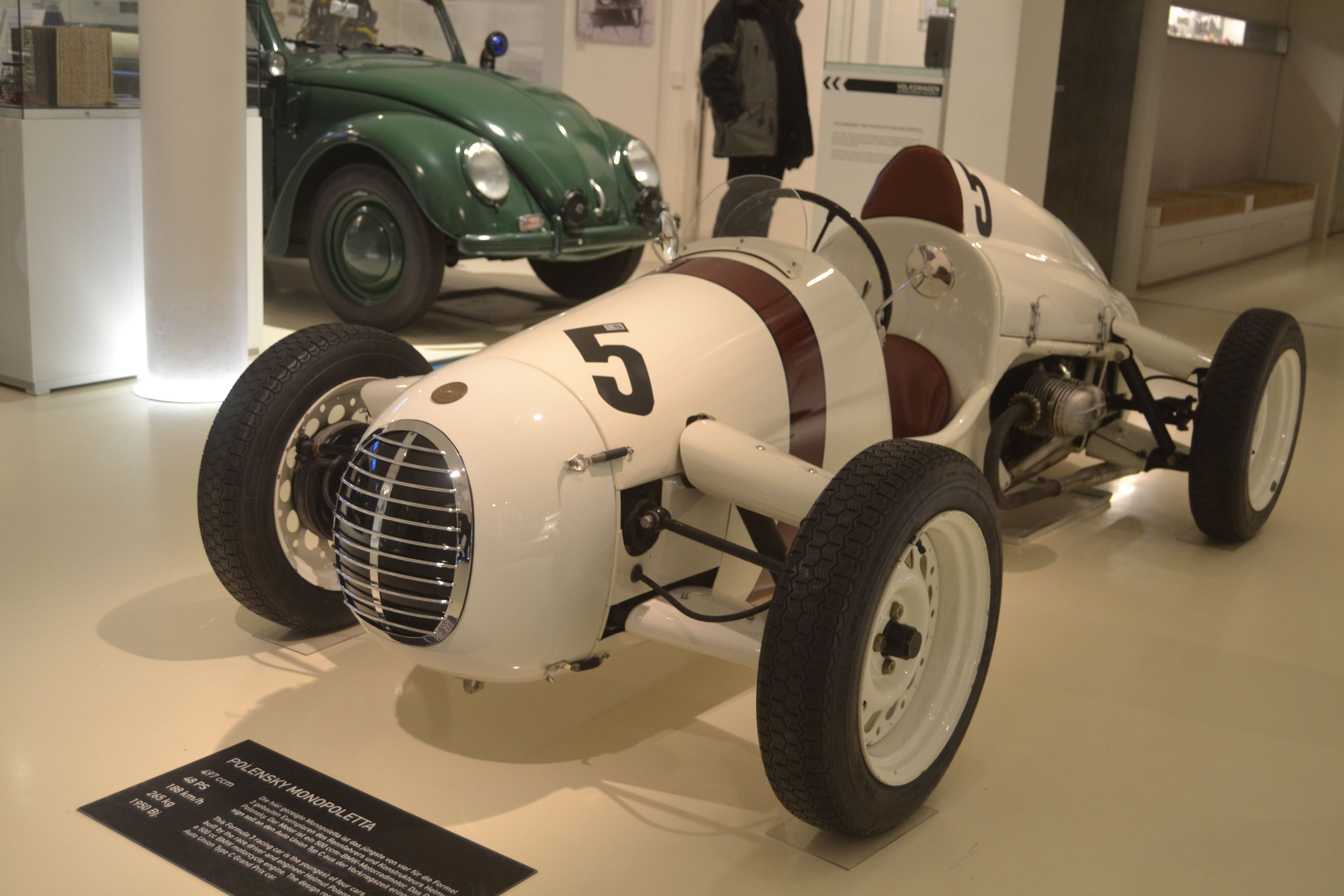
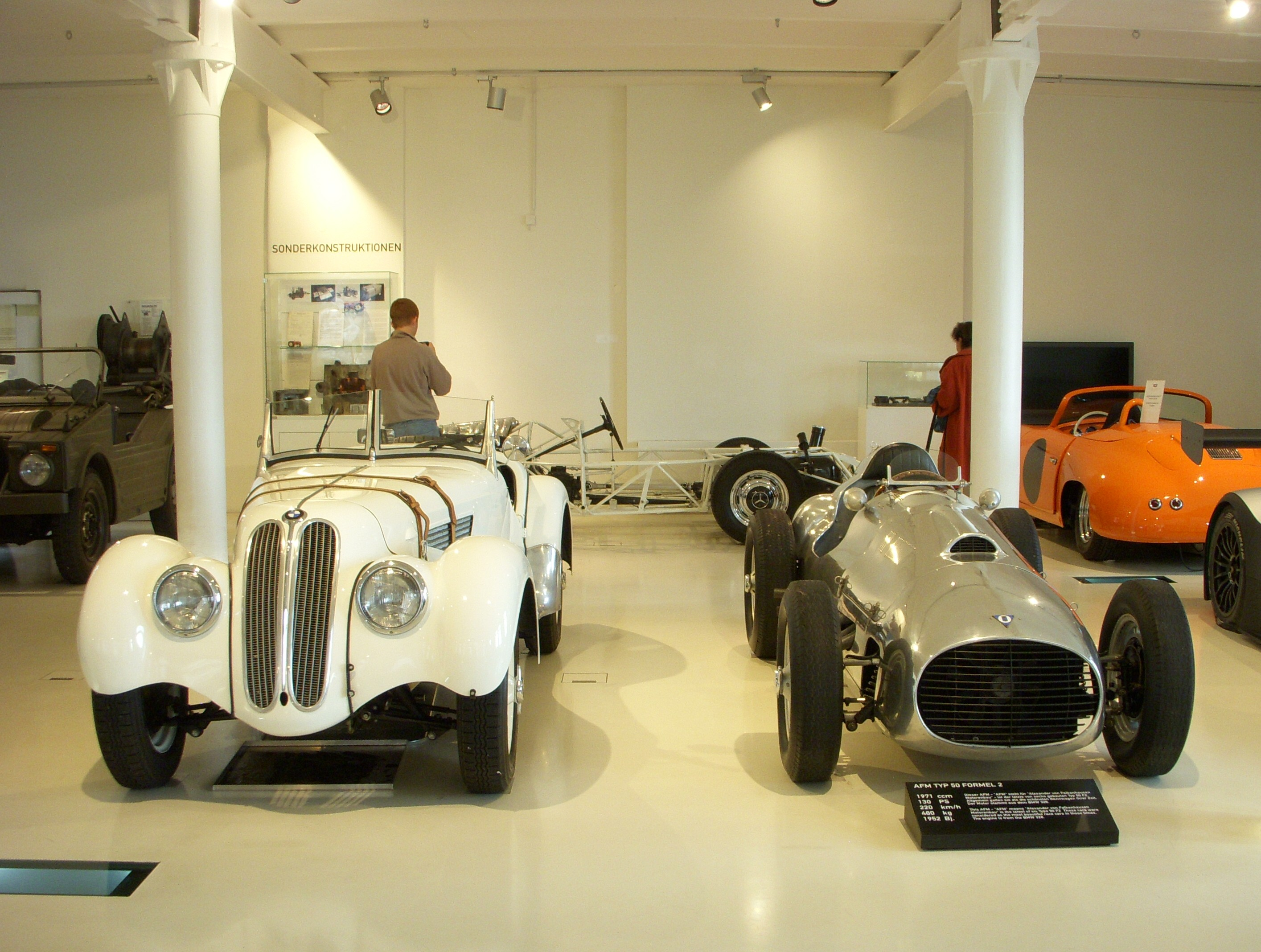
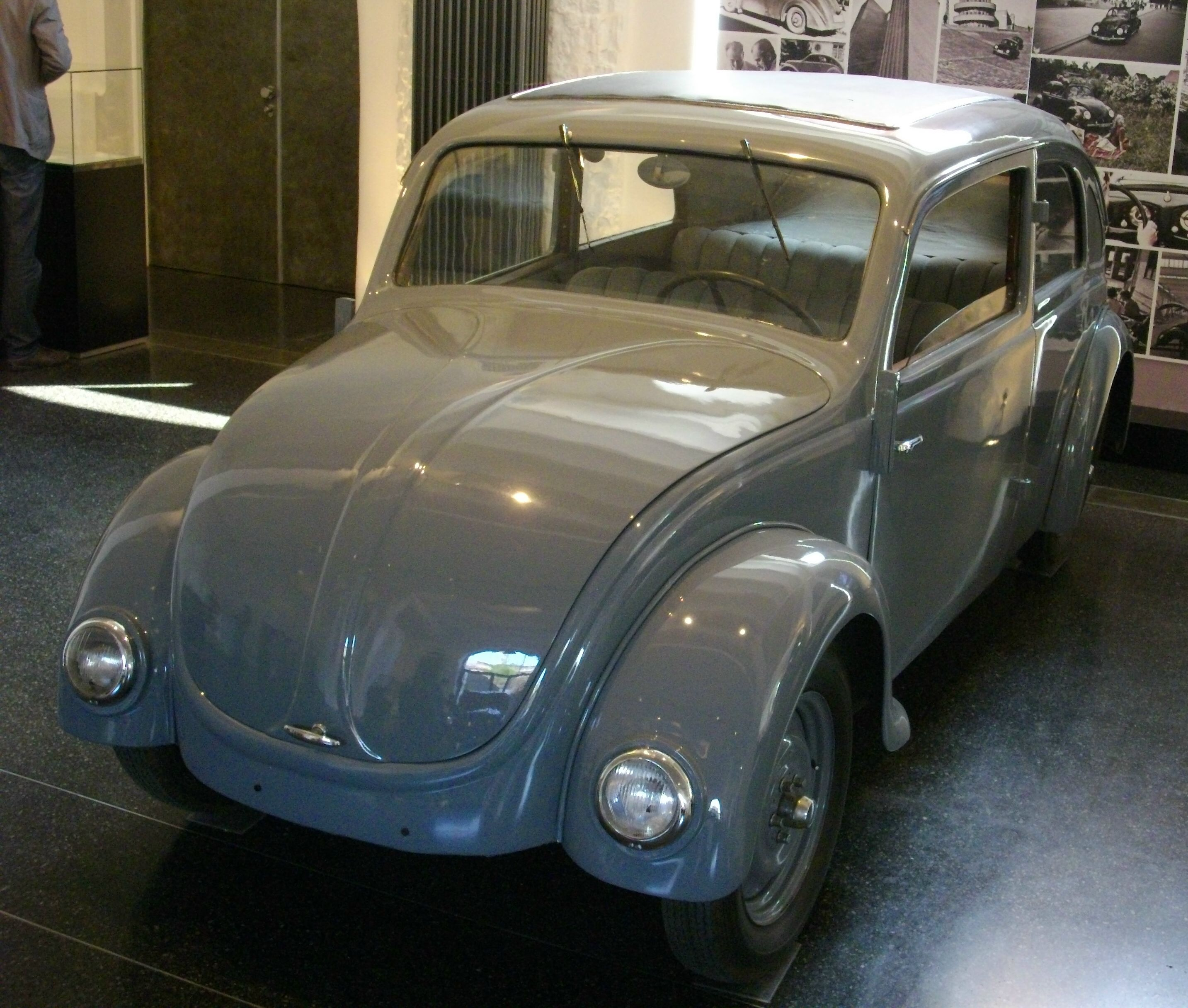
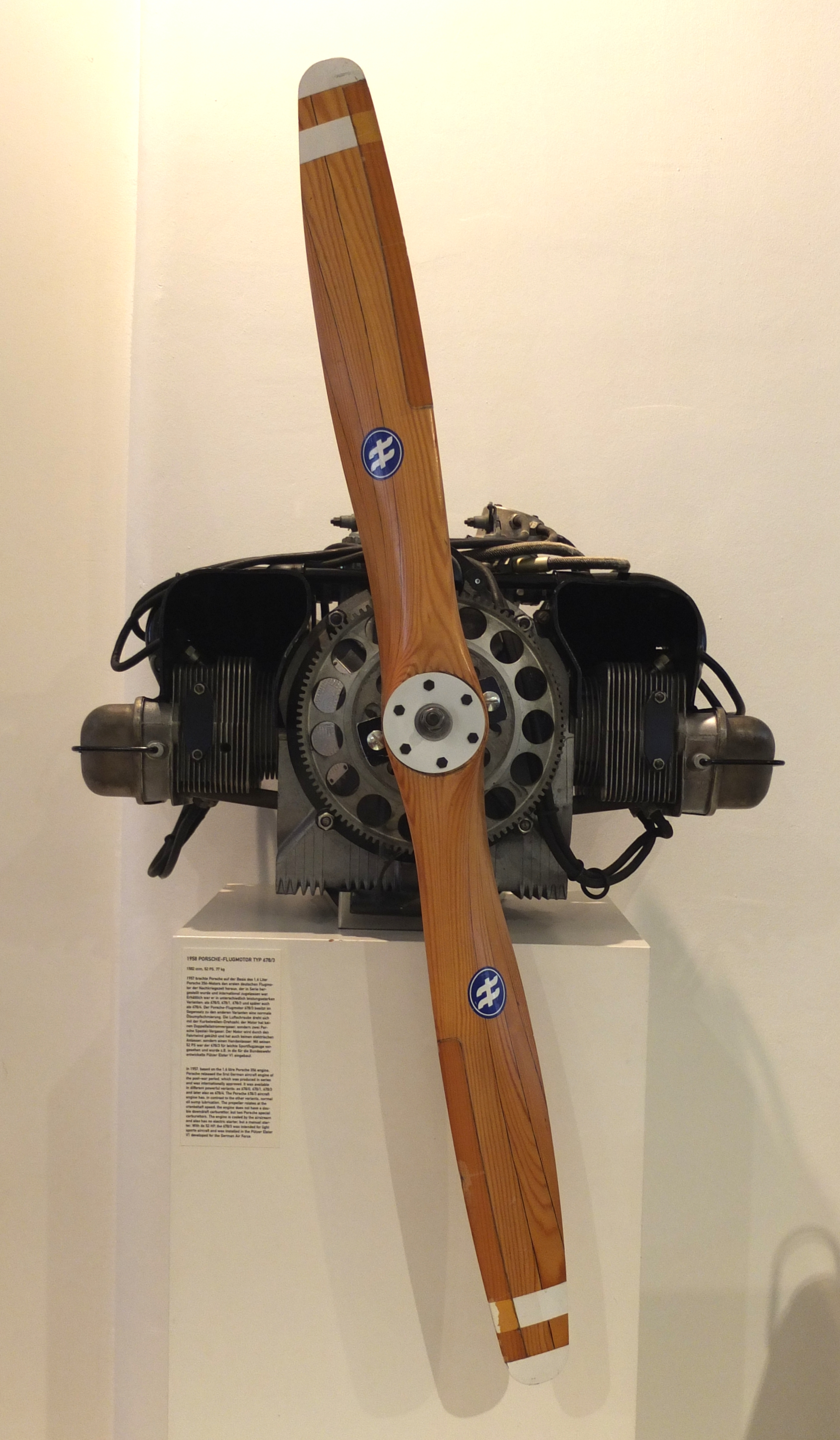
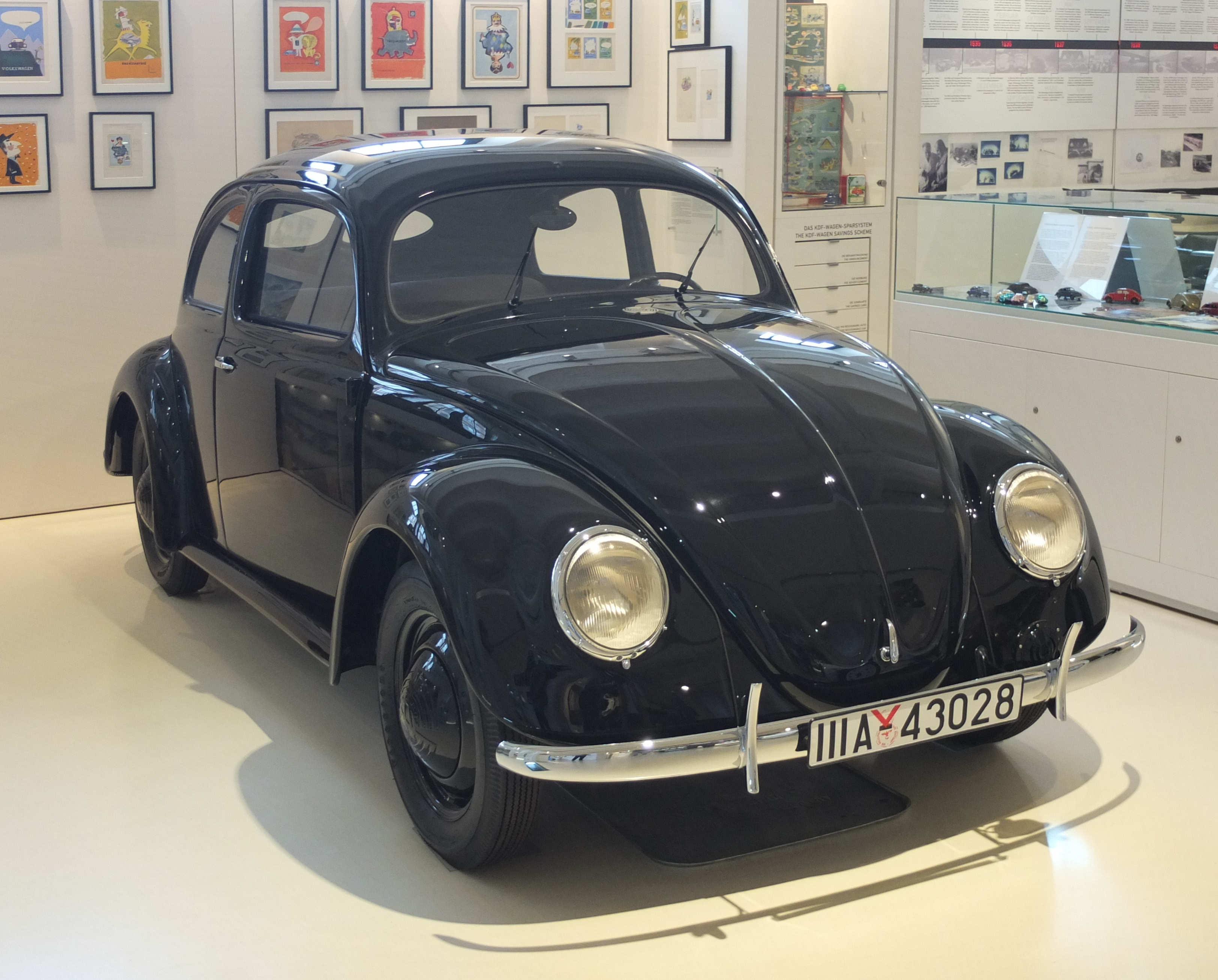